# Lithocarpus naiadarum
Lithocarpus naiadarum (Hance) Chun – gatunek roślin z rodziny bukowatych (Fagaceae Dumort.). Występuje naturalnie w południowych Chinach – na wyspie Hajnan. 

## Morfologia
PokrójZimozielone drzewo dorastające do 4–10 m wysokości.
LiścieBlaszka liściowa jest nieco skórzasta, owłosiona od spodu i ma kształt od podługowatego do lancetowatego. Mierzy 10–15 cm długości oraz 1–1,5 cm szerokości, jest całobrzega, ma stłumioną lub zbiegającą po ogonku nasadę i spiczasty wierzchołek. Ogonek liściowy jest nagi i ma 1–5 mm długości.
OwoceOrzechy o kształcie od stożkowatego do niemal kulistego, dorastają do 10–20 mm długości i 15–25 mm średnicy. Osadzone są pojedynczo w miseczkach w kształcie talerza, które mierzą 12–18 mm średnicy. Orzechy otulone są w miseczkach do 10–20% ich długości.

## Biologia i ekologia
Rośnie na brzegach cieków wodnych, na terenach nizinnych. Kwitnie od lipca do sierpnia, natomiast owoce dojrzewają sierpnia od września.